# Призрак Барбры Эриксдоттер
Барбро Эриксдоттер (Билке) (швед. Barbro Eriksdotter (Bielke); 1505 — 1553, Кафедральный собор Линчёпинга, населённый пункт Брокинд, провинция Эстергётланд, Швеция) — шведская дворянка и помещица знатного шведского дворянского рода Билке, призрак которой появляется над местом захоронения. Также известна как Барбро По́ле.

## Биография
Барбро Эриксдоттер родилась в 1505 году в богатой семье. Дочь феодала Эрика Билке (? — 1511) и дворянки Гуниллы Бесе (1475—1553), сестра рыцарей Аксель Билке (1500—1559) и Туре Билке (? — 1533 (1534)) и дворянки Анны Эриксдоттер (1490—1525). В 1524 году Барбру взял в жёны рыцарь и законоговоритель Монс Юханссон (1500—1555), у них родилось шестеро детей. Семья жила в провинции Эстергётланд.
Барбро Эриксдоттер была известна как жестокая хозяйка, издевательства над слугами и их мучения доставляли ей удовольствие. Общественный резонанс и недовольства появились, когда, согласно легенде, помещица Эриксдоттер приказала поставить накрытый стол с питьём и едой перед запертыми заключёнными, и те не могли поесть. На этот счёт Эриксдоттер отвечала:

У них есть еда и питьё, если они не едят, могут винить себя.
Оригинальный текст (швед.)De hava både mat och dryck, vilja de inte äta så får dem skylla sig själva

В народе Барбро Эриксдоттер была известна как ведьма, обладавшая магическими способностями. Умерла в 1553 году.

## Легенда о призраке
После смерти дворянки она была похоронена в Кафедральном соборе Линчёпинга. Однако легенда гласит, что гроб с телом Эриксдоттер перенесли в церковь Ворднэс. По одной версии её похоронили в земле. По другой - тело покойной было чем-то пронзено, а затем брошено в озере Тармсьён близ усадьбы поместья. Именно по этой версии призрак Барбры Эриксдоттер летает над озером и выкрикивает слова: 

Барбро повесилась, Барбро повесилась, и восстало привидение...
Оригинальный текст (швед.)Barbro påle, Barbro påle, vidare kom ej våldnaden...

Согласно легенде, привидение можно увидеть в ночной темноте, танцующим с самим Сатаной. Также привидение можно встретить в Кафедральном соборе Линчёпинга и замке Брокинд.